# Orrefors Kosta Boda AB
Orrefors Kosta Boda AB er en svensk glasbrukskoncern, der etableredes i 1990 af de syv glasbruk: Kosta glasbruk, Åfors glasbruk, Boda glasbruk, Orrefors glasbruk, SEA glasbruk i Kosta, Sandviks glasbruk i Hovmantorp og Johansfors glasbruk. Koncernen solgtes i 1997 till Royal Scandinavia og havde 1.068 ansatte i 1998.
Produktionen på Johansfors glasbruk solgtes i 1994 til de ansatte ved glasbruket, Boda glasbruk blev nedlagt i 2003 og Sandviks glasbruk 2004. Koncernen er siden 2005 en del af New Wave Group AB. Fremstillingen i Orrefors og Åfors blev nedlagt i juni 2013.
Alle koncernens glasbruk lå i Glasriget i Småland. Brukene har en lang historie men er i dag moderne, ISO-certificerede arbejdspladser med omkring 250 ansatte.
Orrefors Kosta Boda fremstiller og sæljer brugs- og kunstglas under varemærkerne Orrefors, Kosta Boda og Sea. Produkterne er formgivet af mere end tyve formgivere, der er tilknyttet virksomheden. I sortimentet indgår service- och barglas, vaser, skåle og lamper samt kunstglas. Formgivningsprocessen er nært knyttet til både fremstillingen og markedet, et særkende for den svenske glasindustri.

## Varemærker
Fremstillingssted og varemærke har ikke været koblet til hinanden siden 2005. I dag fremstilles Kosta Boda kunstglas og Orrefors serviceglas hovedsageligt i Kosta og udenlands.

## Helejede datterselskaber
- Glasma AB i Emmaboda fremstiller råvarer til glasfremstilling.
- Orrefors Kosta Boda Inc., salgsselskab i USA